# Вирголандия
Вирголандия (порт. Virgolândia) — муниципалитет в Бразилии, входит в штат Минас-Жерайс. Составная часть мезорегиона Вали-ду-Риу-Доси. Входит в экономико-статистический микрорегион Говернадор-Валадарис. Население составляет 5587 человек на 2006 год. Занимает площадь 281,541 км². Плотность населения — 19,8 чел./км².

## История
Город основан 28 декабря 1948 года.

## Статистика
- Валовой внутренний продукт на 2003 год составляет 15 395 006,00 реалов (данные: Бразильский институт географии и статистики).
- Валовой внутренний продукт на душу населения на 2003 год составляет 2641,56 реалов (данные: Бразильский институт географии и статистики).
- Индекс развития человеческого потенциала на 2000 год составляет 0,667 (данные: Программа развития ООН).